# SN 2010dp
SN 2010dp – supernowa typu Ia odkryta 18 maja 2010 roku w galaktyce A093203-0553. W momencie odkrycia miała maksymalną jasność 16,70m.